# Porsche 964
De Porsche 964 is de interne naam van de Porsche 911 gebouwd tussen 1989 en 1994. Het was de eerste 911 die leverbaar was met een automatische versnellingsbak en ook met vierwielaandrijving

## Naam
De naam Porsche 964 is de interne naam van de auto om aan te geven om welk model het gaat; de officiële naam van de auto is Porsche 911. De term "(Porsche) 964" wordt nu vaak gebruikt door Porsche-liefhebbers om aan te geven over welk model 911 ze bedoelen.

## Modellen
Van de Porsche 964 zijn veel verschillende versies uitgebracht, namelijk:
- Carrera 2, de achterwielaangedreven versie
- Carrera 4, met vierwielaandrijving
- 964RS, een snellere en lichtere uitvoering van de Carrera
- 964 Speedster
- Turbo, de snelste en meest luxe uitvoering
- Turbo S, een Turbo met meer vermogen

## Productieaantallen
| Porsche                  | Aantal |
| ------------------------ | ------ |
| 964 C2 Coupé             | 18.219 |
| 964 C2 Cabrio            | 11.013 |
| 964 C2 Targa             | 3.534  |
| 964 C2 Cabrio Turbo-look | 702    |
| 964 C2 Speedster         | 930    |
| 964 C4 Coupé             | 13.353 |
| 964 C4 Cabrio            | 4.802  |
| 964 C4 Targa             | 1.329  |
| 964 C4 Jubileum          | 911    |
| 964 Turbo 3.3            | 3.660  |
| 964 Turbo 3.6            | 1.437  |
| 964 RS                   | 2.282  |
| Totaal                   | 62.172 |

## Galerij

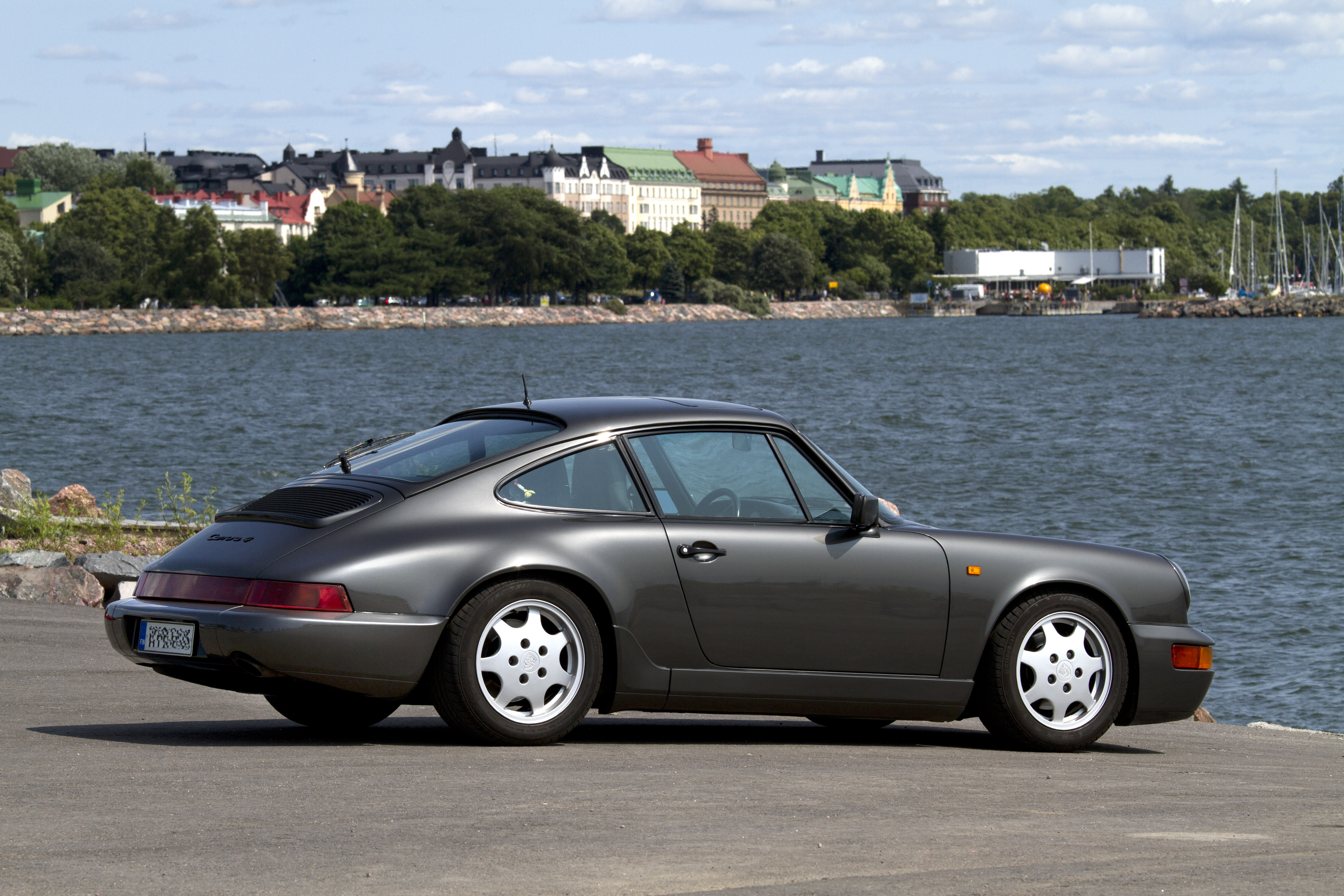
Porsche 964 Carrera 4
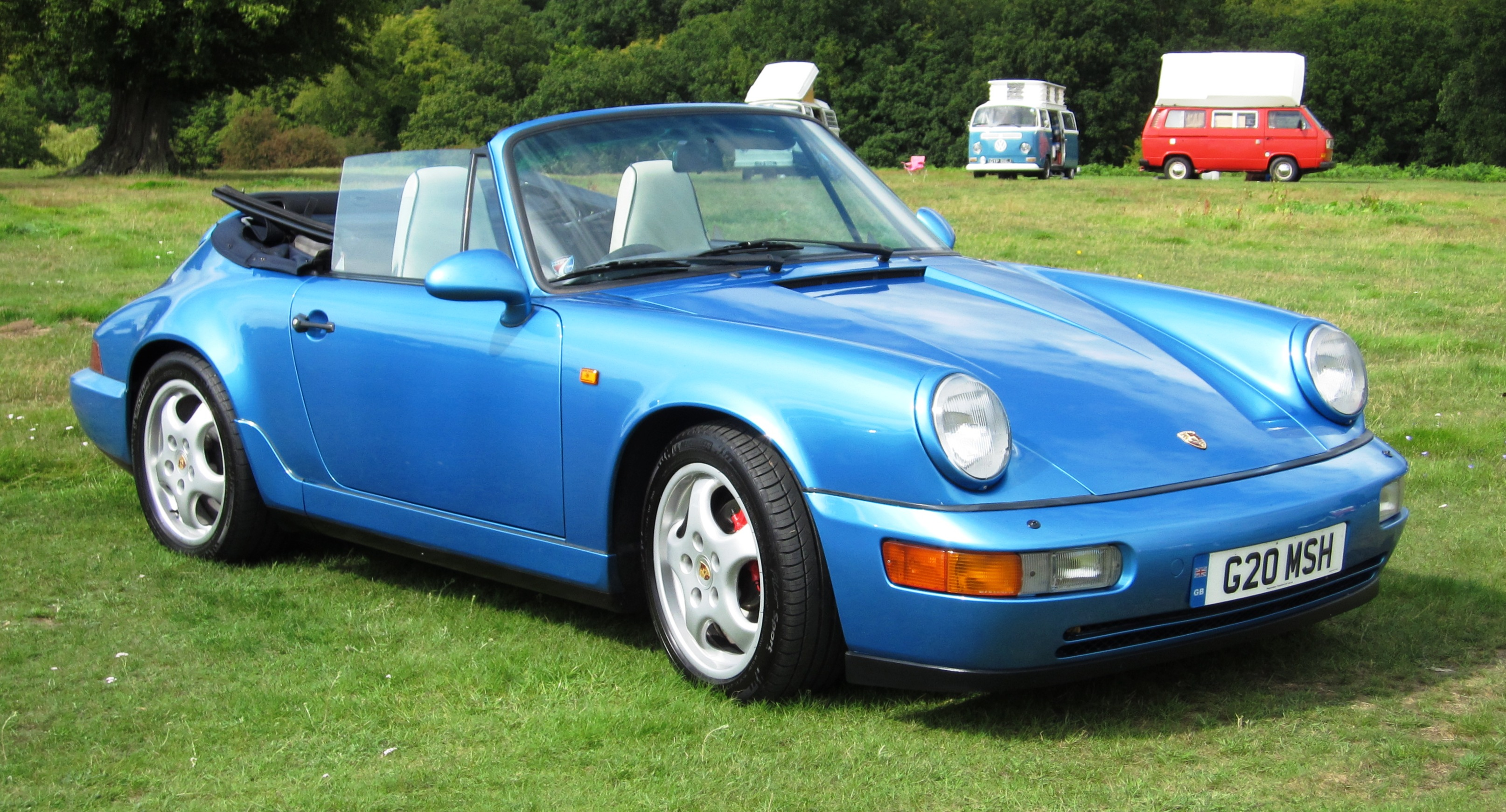
Porsche 964 Carrera 4 Cabriolet
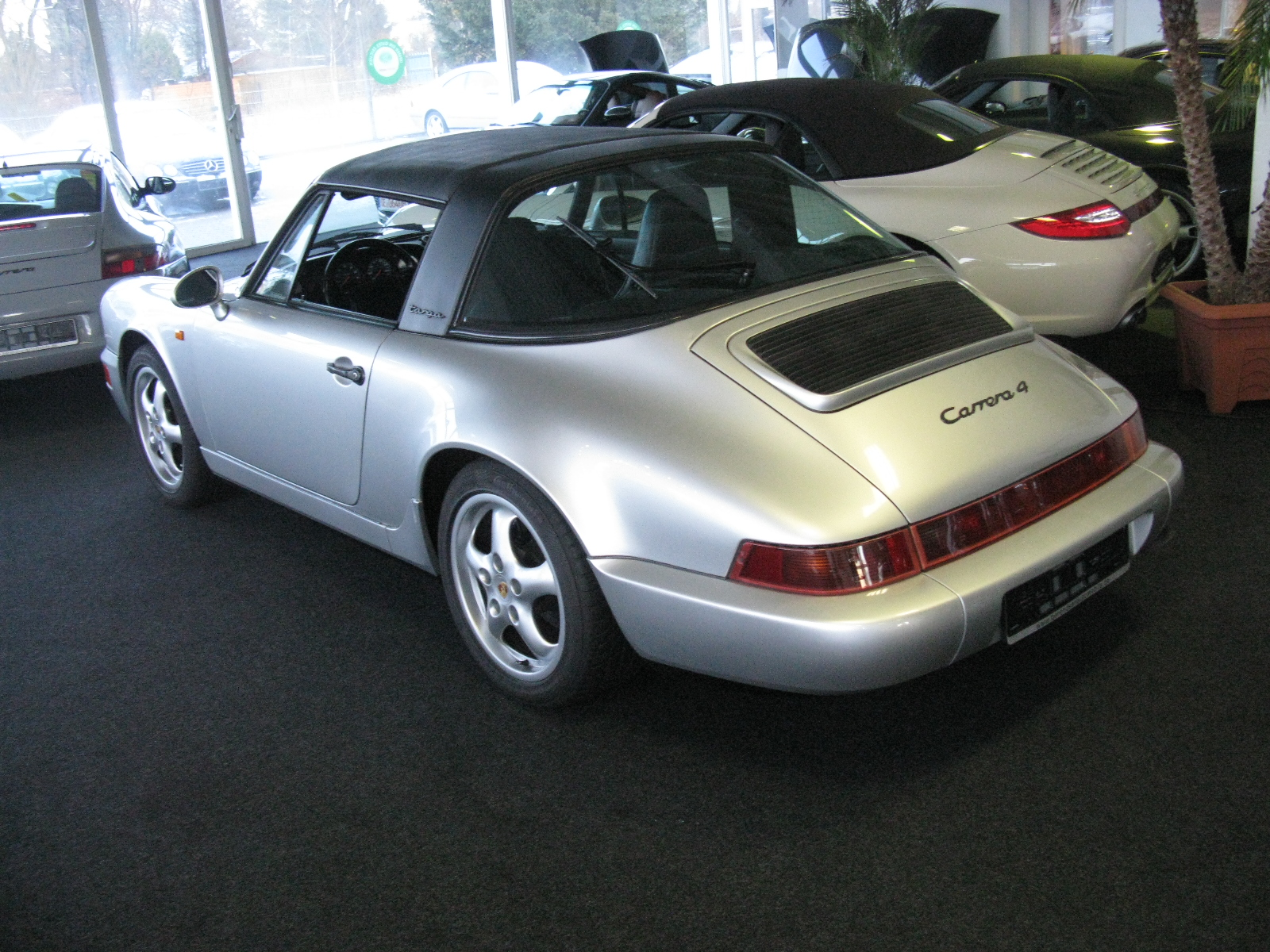
Porsche 964 Carrera 4 Targa
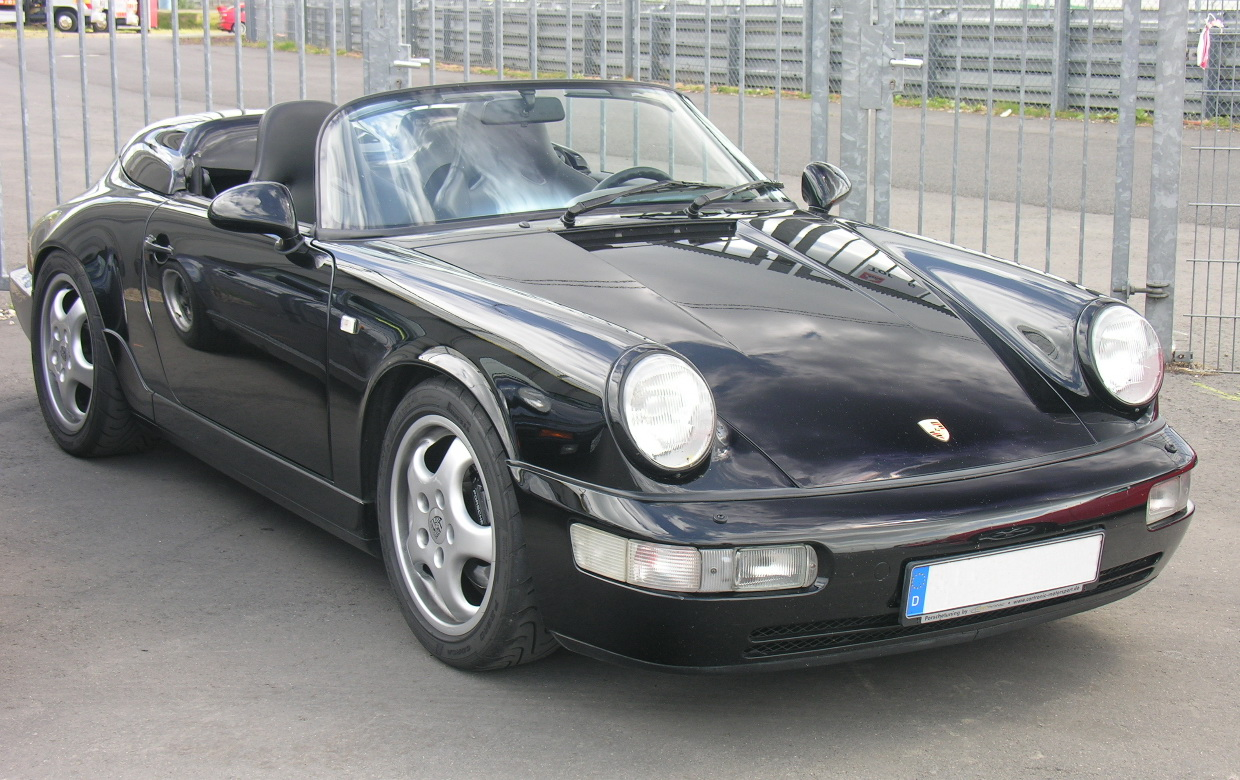
Porsche 964 Speedster
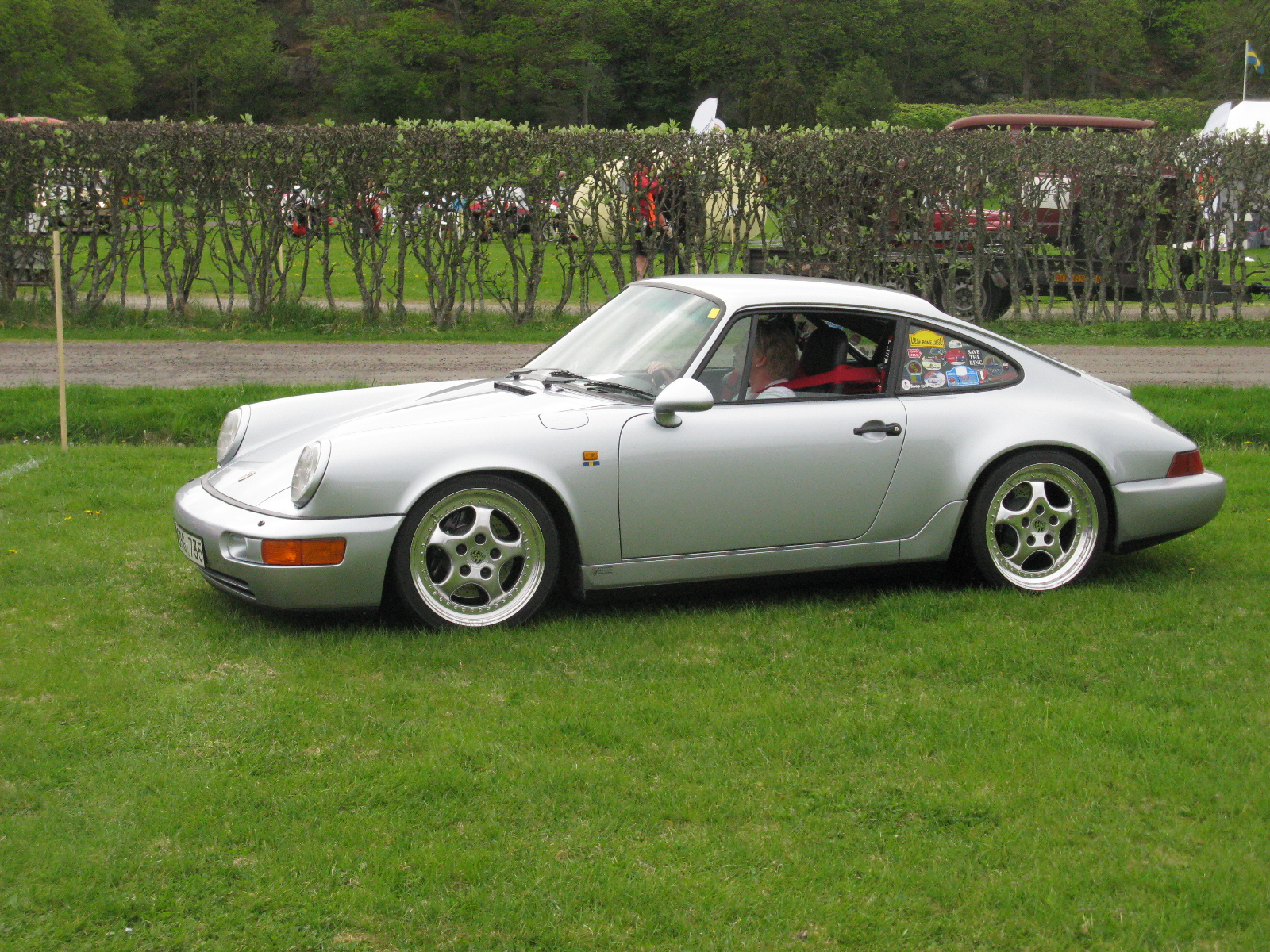
Porsche 964 Carrera RS
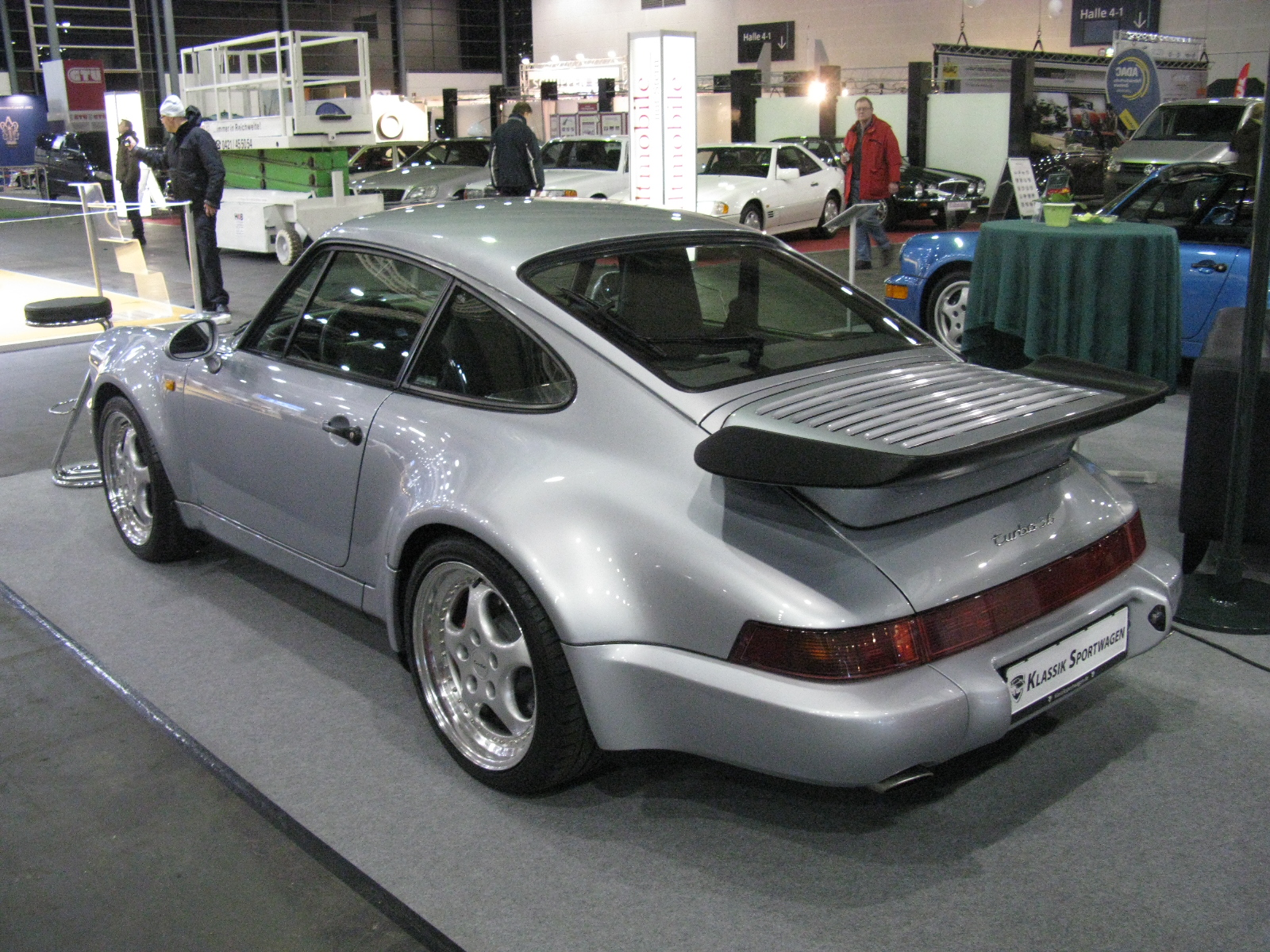
Porsche 964 Turbo